# Tortula closteri
Tortula closteri là một loài Rêu trong họ Pottiaceae. Loài này được (Austin) Austin miêu tả khoa học đầu tiên năm 1878.